# Ódor-kormány
Az Ódor-kormány Szlovákia szakértői kormánya volt 2023. május 15. és október 25. között.

## Megalakulása
Az előző Heger-kormány megszűnte után Zuzana Čaputová államfő a magyar Ódor Lajos közgazdász személyében szakértői miniszterelnököt nevezett ki, akinek feladata a soron következő előrehozott választás után megalakuló új kormány hivatalba lépéséig az ország vezetése volt.
A kormányfőnek a kinevezését követő 30. napig a parlament elé kellett terjesztenie a programját. Mivel nem kapott bizalmat a kormány a parlamenttől, így a szavazás után korlátozott jogkörökkel rendelkező ügyvezető kabinetként működött tovább.
A kormánynak Ódor Lajoson kívül még két magyar tagja volt: Horváth Mihály pénzügyminiszter és Balík Péter beruházási miniszter.

## Összetétel
A kormány 16 főből áll.
| Név                                                                       | Hivatal kezdete  | Hivatal vége      | Párt           | Megjegyzés     |
| Miniszterelnök                                                            | Miniszterelnök   | Miniszterelnök    | Miniszterelnök | Miniszterelnök |
| ------------------------------------------------------------------------- | ---------------- | ----------------- | -------------- | -------------- |
| Ódor Lajos                                                                | 2023. május 15.  | 2023. október 25. | független      |                |
| Miniszterelnök-helyettes                                                  |                  |                   |                |                |
| Líva Vašáková                                                             | 2023. május 15.  | 2023. október 25. | független      |                |
| Pénzügyminiszter                                                          |                  |                   |                |                |
| Horváth Mihály                                                            | 2023. május 15.  | 2023. október 25. | független      |                |
| Külügyminiszter                                                           |                  |                   |                |                |
| Miroslav Wlachovský                                                       | 2023. május 15.  | 2023. október 25. | független      |                |
| Belügyminiszter                                                           |                  |                   |                |                |
| Ivan Šimko                                                                | 2023. május 15.  | 2023. július 19.  | független      |                |
| Ódor Lajos                                                                | 2023. július 19. | 2023. október 25. | független      | ideiglenesen   |
| Gazdasági miniszter                                                       |                  |                   |                |                |
| Peter Dovhun                                                              | 2023. május 15.  | 2023. október 25. | független      |                |
| Beruházási, regionális fejlesztési és informatizációért felelős miniszter |                  |                   |                |                |
| Balík Péter                                                               | 2023. május 15.  | 2023. október 25. | független      |                |
| Közlekedési miniszter                                                     |                  |                   |                |                |
| Pavol Lančarič                                                            | 2023. május 15.  | 2023. október 25. | független      |                |
| Munkaügyi miniszter                                                       |                  |                   |                |                |
| Soňa Gaborčáková                                                          | 2023. május 15.  | 2023. október 25. | független      |                |
| Mezőgazdasági és vidékfejlesztési miniszter                               |                  |                   |                |                |
| Jozef Bíreš                                                               | 2023. május 15.  | 2023. október 25. | független      |                |
| Védelmi miniszter                                                         |                  |                   |                |                |
| Martin Sklenár                                                            | 2023. május 15.  | 2023. október 25. | független      |                |
| Igazságügy-miniszter                                                      |                  |                   |                |                |
| Jana Dubovcová                                                            | 2023. május 15.  | 2023. október 25. | független      |                |
| Környezetvédelmi miniszter                                                |                  |                   |                |                |
| Milan Chrenko                                                             | 2023. május 15.  | 2023. október 25. | független      |                |
| Egészségügyi miniszter                                                    |                  |                   |                |                |
| Michal Palkovič                                                           | 2023. május 15.  | 2023. október 25. | független      |                |
| Oktatási miniszter                                                        |                  |                   |                |                |
| Daniel Bútora                                                             | 2023. május 15.  | 2023. október 25. | független      |                |
| Kulturális miniszter                                                      |                  |                   |                |                |
| Silvia Hroncová                                                           | 2023. május 15.  | 2023. október 25. | független      |                |

## Külső hivatkozások
- Hivatalos: Ők lesznek az Ódor-kormány miniszterei – Új Szó, 2023. május 12.
- Bemutatjuk az Ódor-kormány minisztereit – Index.hu, 2023. május 15.